# 阳城站
阳城站，位于中华人民共和国山西省晋城市阳城县，是侯月铁路上的火车站，建于1995年，由郑州铁路局管辖。

## 車站周邊
- 晋阳高速公路

## 歷史
- 建于1995年。

## 外部連結
- 中国铁路客户服务中心 （页面存档备份，存于）